# Cristian Stellini
Cristian Stellini (Cuggiono, 1974. április 27. –) olasz labdarúgó és labdarúgóedző. Legutóbb egy hónapig a Tottenham Hotspur megbízott vezetőedzője volt, Antonio Conte 2023. márciusi távozása után lett kinevezve.
Stellini játékos-pályafutását főleg az olasz alsóbb osztályokban töltötte, főleg a negyed és harmadosztályokban, a Novara, a SPAL, a Ternana és a Como csapataival. A Ternana színeiben kétszer is feljutott a másodosztályba, míg a Como játékosaként szerepelt először az élvonalban, 2002-ben. 2003-ban leszerződtette a Modena, de térdsérülést szenvedett, így mindössze egy évvel később továbbadták a Genoa csapatának, ahol csapatkapitány lett. A Genoát 2003-ban a Caso Genoa botrány részeként a harmadosztályba küldték. Ennek ellenére Stellini a csapattal maradt és visszajutottak az élvonalba. A Bari játékosaként vonult vissza.
Edzőként 2010-ben kezdett, a Siena másodedzőjeként, majd Antonio Conte asszisztense lett a Juventus padján, de 2012-ben felfüggesztették, miután azzal vádolták, hogy 2008-ban még játékosként elcsalt mérkőzéseket. 2015-ben tért vissza a Genoa utánpótlás csapatának edzőjeként, majd 2017-ben kinevezték az Alessandria vezetőedzőjének. Ezt követően követte Contét az Internazionale és a Tottenham Hotspur padjaira is. 2023 februárjában ő vette át a Tottenham vezetését, míg olasz főnöke műtéten esett át, ahonnan egy hónap múlva, a Newcastle United elleni 6–1-es vereséget követően menesztették.